# Javno-zasebno partnerstvo
Javno-zasebno partnerstvo (kratica JZP) je sistem, pri katerem se javne službe in projekti v javnem interesu izvajajo ali financirajo s pomočjo sodelovanja med javnim in zasebnim partnerjem.

## Zgodovina
Začetki JZP v tujini.

### Tuji in domači zgledi
Tuji in domači zgledi so zanimivi za dopisat.

### Pravna ureditev
Zakon o javno-zasebnem partnerstvu določa.